# الهجر (السدة)

تعديل مصدري - تعديل

الهجر هي إحدى قرى عزلة المرخام بمديرية السدة التابعة لمحافظة إب، بلغ تعداد سكانها 173 نسمة حسب تعداد اليمن لعام 2004.